# Beatriz Álvarez Sanna
Beatriz Álvarez Sanna (Montevideo, 17 de septiembre de 1968) es una química y bioquímica uruguaya, profesora de la Facultad de Ciencias de la Universidad de la República, que investiga en las áreas de bioquímica redox y enzimología. En 2013 fue ganadora del Premios L'Oréal-UNESCO a Mujeres en Ciencia.

## Trayectoria
Álvarez Sanna recibió el título de bachiller en Química en el año 1991. En 1993 obtuvo el título de Magíster en Química con una tesis centrada en metabolismo bacteriano. En 1999 se doctoró en Química en la Universidad de la República. Su tesis se enfocó en la química biológica del peroxinitrito. 
Se desempeña como profesora Agregada del Laboratorio de Enzimología de la Facultad de Ciencias, Universidad de la República.
Sus principales intereses son la bioquímica redox, la cinética y la enzimología. Desarrolla líneas de investigación en tioles biológicos y sulfuro de hidrógeno. Es integrante del Comité Editorial de la revista Journal of Biological Chemistry.
En 2013 recibió el Premio Nacional L'Oréal-Unesco. Su proyecto sobre la bioquímica del sulfuro de hidrógeno versa sobre ese elemento y su posible modulación para la producción y administración farmacológica, las que podrían constituirse en nuevas alternativas para el tratamiento de un amplio espectro de condiciones, entre las que se incluyen la hipertensión, la aterosclerosis, la diabetes y la inflamación.
Es investigadora del Programa de Desarrollo de las Ciencias Básicas (PEDECIBA) y miembro Nivel II del Sistema Nacional de Investigadores (SNI).   
Es coautora de más de 40 publicaciones en revistas internacionales arbitradas.
Es miembro de la Academia Nacional de Ciencias del Uruguay (ANCiU) 